# Романенко, Василий Сергеевич
Василий Сергеевич Романенко (1909-1942) — капитан Рабоче-крестьянской Красной Армии, участник Великой Отечественной войны, Герой Советского Союза (1942).

## Биография
Василий Романенко родился 29 апреля 1909 года в Санкт-Петербурге. После окончания начальной школы работал водителем. В 1931 году Романенко был призван на службу в Рабоче-крестьянскую Красную Армию. В 1934 году он окончил Ворошиловградскую военную авиационную школу лётчиков. С сентября 1941 года — на фронтах Великой Отечественной войны. Проходил службу в 213-м скоростном бомбардировочном, 214-м и 288-м штурмовых авиационных полках.
К концу марта 1942 года капитан Василий Романенко командовал эскадрильей 502-го штурмового авиаполка Северо-Западного фронта. К тому времени он совершил 74 боевых вылета на штурмовку скоплений боевой техники и живой силы противника, нанеся ему большие потери. 30 июня 1942 года Романенко погиб в бою.
Указом Президиума Верховного Совета СССР «О присвоении звания Героя Советского Союза начальствующему составу Красной Армии» от 21 июля 1942 года за «образцовое выполнение боевых заданий командования на фронте борьбы с немецкими захватчиками и проявленные при этом отвагу и геройство» удостоен посмертно высокого звания Героя Советского Союза.
Также был награждён орденами Ленина и Красного Знамени.